# تپه دیزج تکیه
تپه دیزج تکیه مربوط به دوران پیش از تاریخ ایران باستان - دوران‌های تاریخی پس از اسلام است و در شهرستان اورمیه، بخش بازاندوزچای، روستای دیزج تکیه واقع شده و این اثر در تاریخ ۱ آذر ۱۳۴۴ با شمارهٔ ثبت ۴۵۰ به‌عنوان یکی از آثار ملی ایران به ثبت رسیده است.